# Tarkine

La région de Tarkine (en palawa kani : takayna) est une vaste zone de 3 800 km2 de nature sauvage à l'extrême nord-ouest de la Tasmanie. C'est la plus grande zone de forêt tempérée humide restant en Australie et l'une des plus importantes dans le monde. 

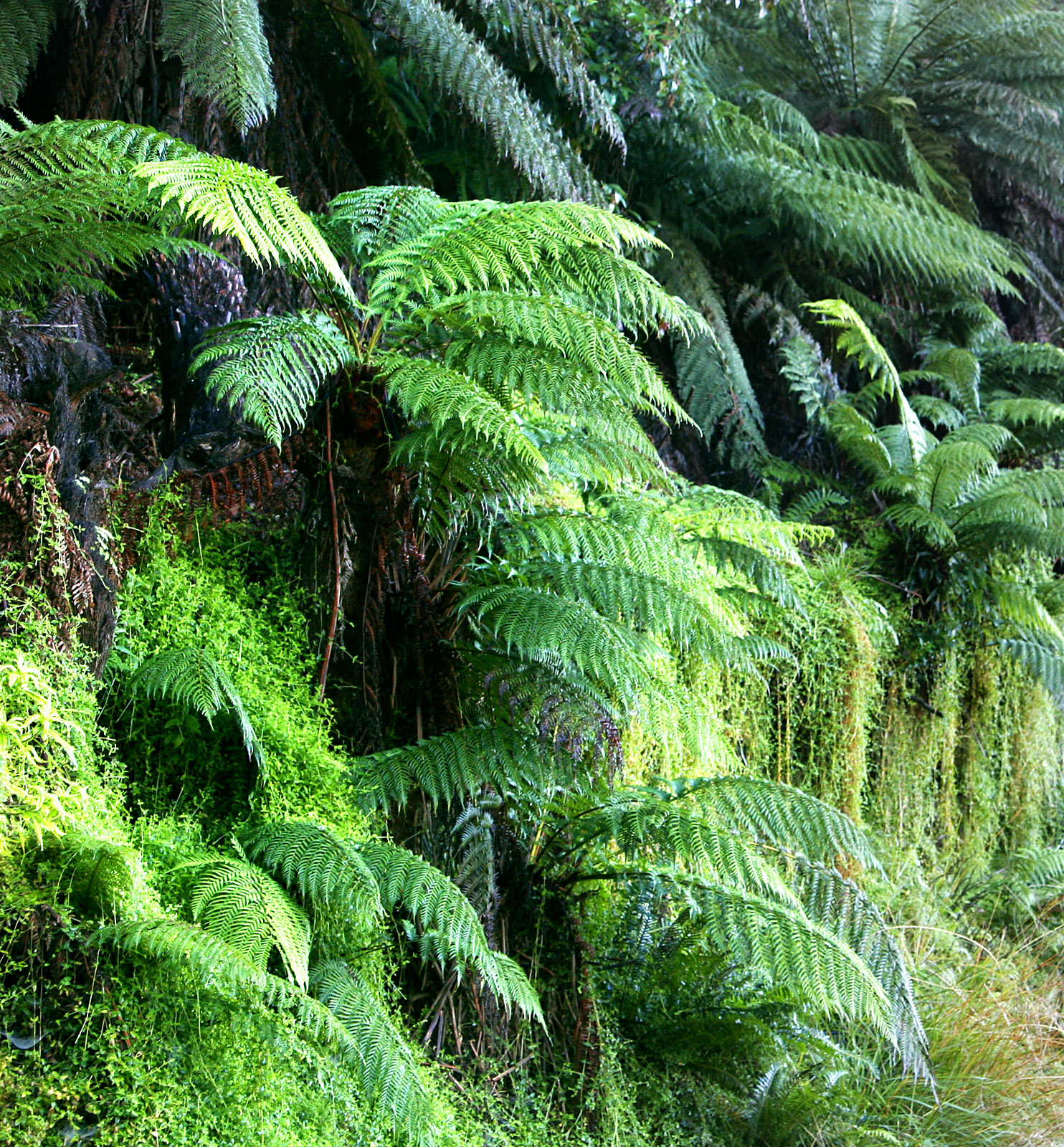
Dicksonia antarctica.

## Localisation
La délimitation exacte de cette zone doit encore être finalisée, mais on peut considérer qu'elle est limitée par l'océan Indien à l'ouest, l'Arthur River au nord, la Pieman River au sud et la Murchison Highway à l'est. La région est accessible à partir de plusieurs points d'entrée, le plus pratique étant par la commune de Wynyard, qui dispose d'un aéroport et d'une route goudronnée pour accéder à la zone.

## Paysage
La région de Tarkine contient environ 1 800 km2 de forêt vierge et 400 km2 de forêts d'eucalyptus, un certain nombre de rivières sauvages, des montagnes dénudées, des grottes creusées dans la magnésite et de vastes landes côtières. Il existe également de grandes zones de dunes s'étendant sur plusieurs kilomètres à l'intérieur des terres. Certaines d'entre elles contiennent des anciennes décharges aborigènes. Les principales espèces d'arbres sont Nothofagus cunninghamii et Atherosperma moschatum qui participent à la canopée alors que, à l'étage en dessous, on trouve facilement Dicksonia antarctica. 

## Archéologie
La Commission du patrimoine australien décrit la région comme l'« une des grandes régions archéologiques » d'Australie avec plus de 1000 sites aborigènes. On peut y trouver aussi des vestiges de l'exploration européenne et de l'ancienne exploitation de la zone.

## Développements historiques et politiques
Le nom « Tarkine » a été inventé par des groupes de protection de la nature dans les années 1980 lorsqu'ils ont monté une campagne soutenue face à la menace de mise en route d'exploitations forestière, minière et agricole dans la région. Ils en ont choisi le nom en se souvenant des « Tarkiners », une tribu côtière aborigène qui avait habité la région pendant 30 000 ans avant d'en être chassée au début du XIXe siècle par le gouvernement de l'époque. La campagne visant à protéger la région a débuté dans les années 1960. Une proposition  de conservation a commencé avec la circulaire du maire Horace (Jim) Lane, qui a proposé la création du parc national de la chaîne Norfolk. 
À la fin des années 1990, la région est passée sous la surveillance d'organisations nationales et internationales comme cela avait été le cas auparavant avec les affaires d'environnement de la rivière Franklin en Tasmanie et de la forêt tropicale de Daintree dans le Queensland. Le cas de la protection de la région a avancé de manière significative avec le projet forestier du gouvernement fédéral en 2005. Bien qu'on puisse penser qu'une partie de la région sera protégée, sans avoir toutefois le statut de parc national, elle reste tout de même menacée. Ni les amis de la nature, ni les groupes aborigènes n'ont été consultés dans l'élaboration du plan qui indique toutefois que l'exploitation forestière des Nothofagus cunninghamii n'était pas rentable et que les plaines herbacées devaient également être considérées comme impropres à la mise en culture. 
Les groupes de protection de la nature comme The Wilderness Society et la National Coalition Tarkine ont déclaré qu'ils continueraient à faire pression pour que la région soit classée au patrimoine mondialde l'humanité et transformée en parc national. Dans l'intervalle, le secteur a commencé à susciter beaucoup d'intérêt pour son potentiel écotouristique. 